# Łucznik korzeniowiec
Łucznik korzeniowiec (Stenocorus meridianus) – gatunek chrząszcza z rodziny kózkowatych. Żyje w Europie, w lasach liściastych i mieszanych; w Polsce jest bardzo rzadki.